# Armide (Lully)
Pour les articles homonymes, voir Armide (homonymie).
Armide (LWV 71) est la dernière tragédie en musique en cinq actes et un prologue terminée par Jean-Baptiste Lully sur un livret de Philippe Quinault. Composée en 1686, elle est souvent considérée comme le chef-d'œuvre des deux artistes. Après Armide, le librettiste renonce au théâtre et, un an plus tard, Lully meurt de la gangrène. Le sujet de la tragédie est emprunté à la Jérusalem délivrée (Gerusalemme liberata) du Tasse. Il narre l'amour malheureux de la magicienne Armide pour le chevalier Renaud.
Le monologue d'Armide Enfin, il est en ma puissance qui clôt l'acte II est, au XVIIIe siècle, l'une des pages les plus célèbres de la musique française. Considéré comme « le modèle le plus parfait du vrai récitatif français », il est, en pleine Querelle des Bouffons, critiqué par Jean-Jacques Rousseau dans sa Lettre sur la musique française, fervent défenseur du goût italien. Au cinquième acte, la passacaille avec chœurs et solistes est également l'un des clous de la partition. En 1777, Christoph Willibald Gluck compose un de ses chefs-d'œuvre en reprenant presque tel quel le livret de Quinault.

## Personnages

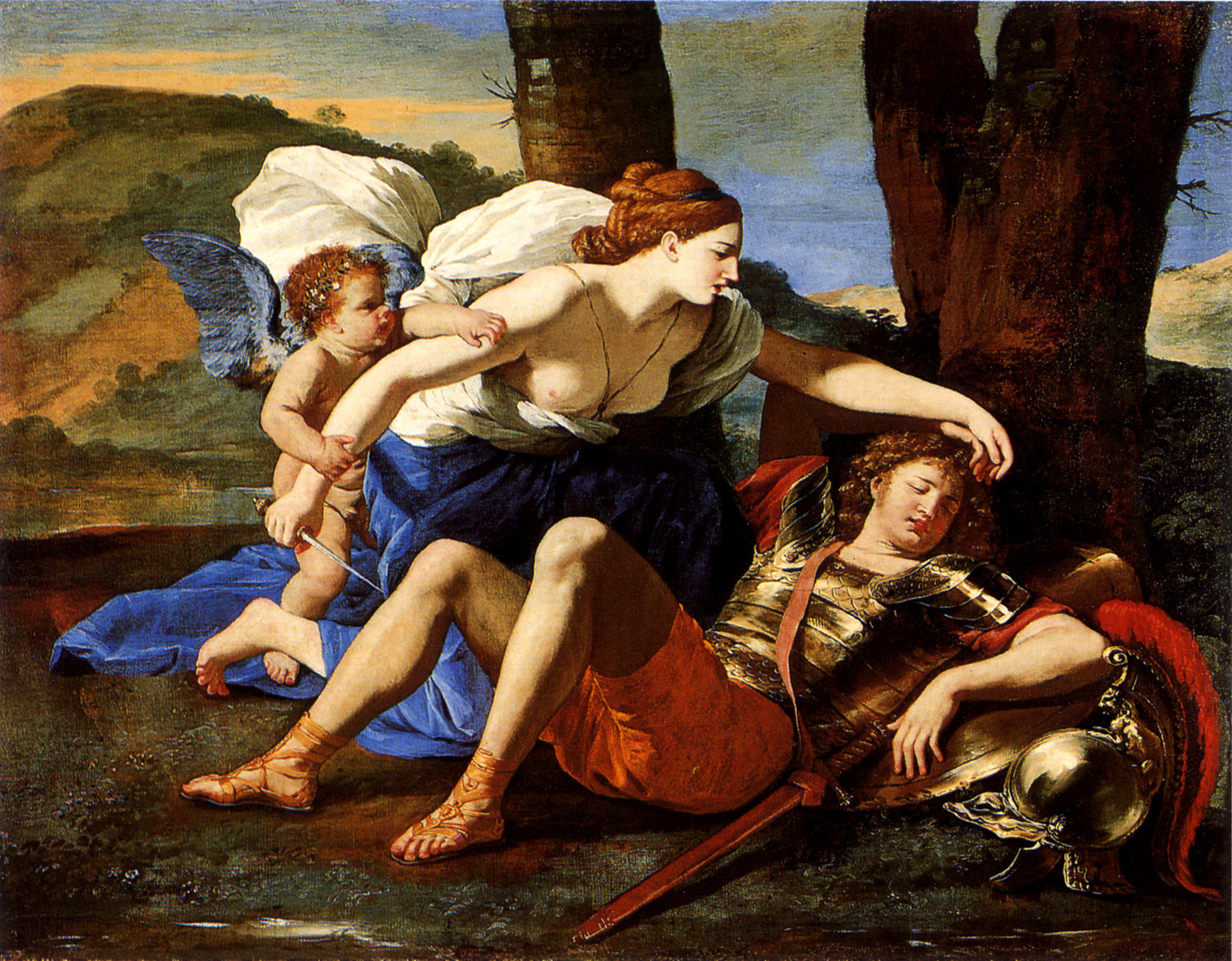
Renaud et Armide par Nicolas Poussin (1629)

| Personnages                                   | Tessitures   | Création, 15 février 1686 (dir. Pascal Collasse) |
| Prologue                                      | Prologue     | Prologue                                         |
| --------------------------------------------- | ------------ | ------------------------------------------------ |
| La Gloire                                     | soprano      |                                                  |
| La Sagesse                                    | soprano      |                                                  |
| Tragédie                                      |              |                                                  |
| Armide, magicienne, nièce d'Hidraot           | soprano      | Marthe Le Rochois                                |
| Phénice, confidente d'Armide                  | soprano      | Marie-Louise Desmatins                           |
| Sidonie, confidente d'Armide                  | soprano      | Françoise Moreau                                 |
| Hidraot, magicien, roi de Damas               | basse        | Jean Dun-père                                    |
| Renaud, chevalier chrétien                    | haute-contre | Louis Gaulard Dumesny                            |
| Ubalde, chevalier chrétien                    | basse        |                                                  |
| Aronte, chevalier chrétien                    | basse        |                                                  |
| Artémidore, chevalier chrétien                | ténor        |                                                  |
| Le Chevalier Danois, chevalier chrétien       | ténor        |                                                  |
| Lucinde, dame des pensées du Chevalier danois | soprano      |                                                  |
| Mélisse, dame des pensées d'Ubalde            | soprano      |                                                  |
| La Haine                                      | basse        | M. Frère                                         |
| Un Amant Fortuné                              | haute-contre |                                                  |
| Une Bergère Héroïque                          | soprano      |                                                  |
| Une Naïade                                    | soprano      |                                                  |
| Une Bergère Héroïque                          | soprano      |                                                  |

## Argument
La tragédie lyrique démarre avec une ouverture à la française assez courte qui témoigne l'aspect guerrier de l'opéra.

### Prologue
Le théâtre représente un palais.
La Gloire et la Sagesse vantent les mérites de Louis XIV, le « maître absolu de cent peuples divers ». Elles chantent la « douceur de ses lois » et ses « glorieux exploits ». Les deux allégories qui se « partagent son grand cœur » déclarent leur amour pour ce « sage roi ». Elles introduisent ensuite la tragédie qu'on donnera pour lui et « qui verra Renaud [...] voler là où la Gloire appelle son courage ».

### Acte premier
Le théâtre représente une grande place ornée d'un arc de triomphe.
On célèbre la victoire d'Armide sur les chevaliers croisés de Godefroy. Phénice et Sidonie, les confidentes de la magicienne, s'étonnent de la « sombre tristesse » de celle-ci. Armide leur confie que sa victoire est incomplète, puisqu'elle n'a pas pu triompher de « l'indomptable Renaud », le plus vaillant de tous ses ennemis. Partagée entre haine et admiration pour ce « funeste ennemi », Armide est obsédée par un songe affreux dans lequel elle voit Renaud vainqueur de tous ses charmes. Le sorcier Hidraot, roi de Damas et oncle d'Armide, félicite celle-ci de sa victoire et l'invite à se choisir un époux. Armide lui répond que « seul le vainqueur de Renaud, si quelqu'un le peut être, sera digne d'elle ». Les peuples du royaume de Damas célèbrent le triomphe d'Armide par des danses et des chants (« Suivons Armide et chantons sa victoire »). Ils sont interrompus par l'arrivée d'Aronte. Celui-ci, chargé de la conduite des prisonniers chrétiens, annonce « qu'un guerrier indomptable les a délivrés tous ». « C'est Renaud » s'écrie Armide. Hidraot et la magicienne crient alors vengeance (« Poursuivons jusqu'au trépas l'ennemi qui nous offense»).

### Acte deuxième

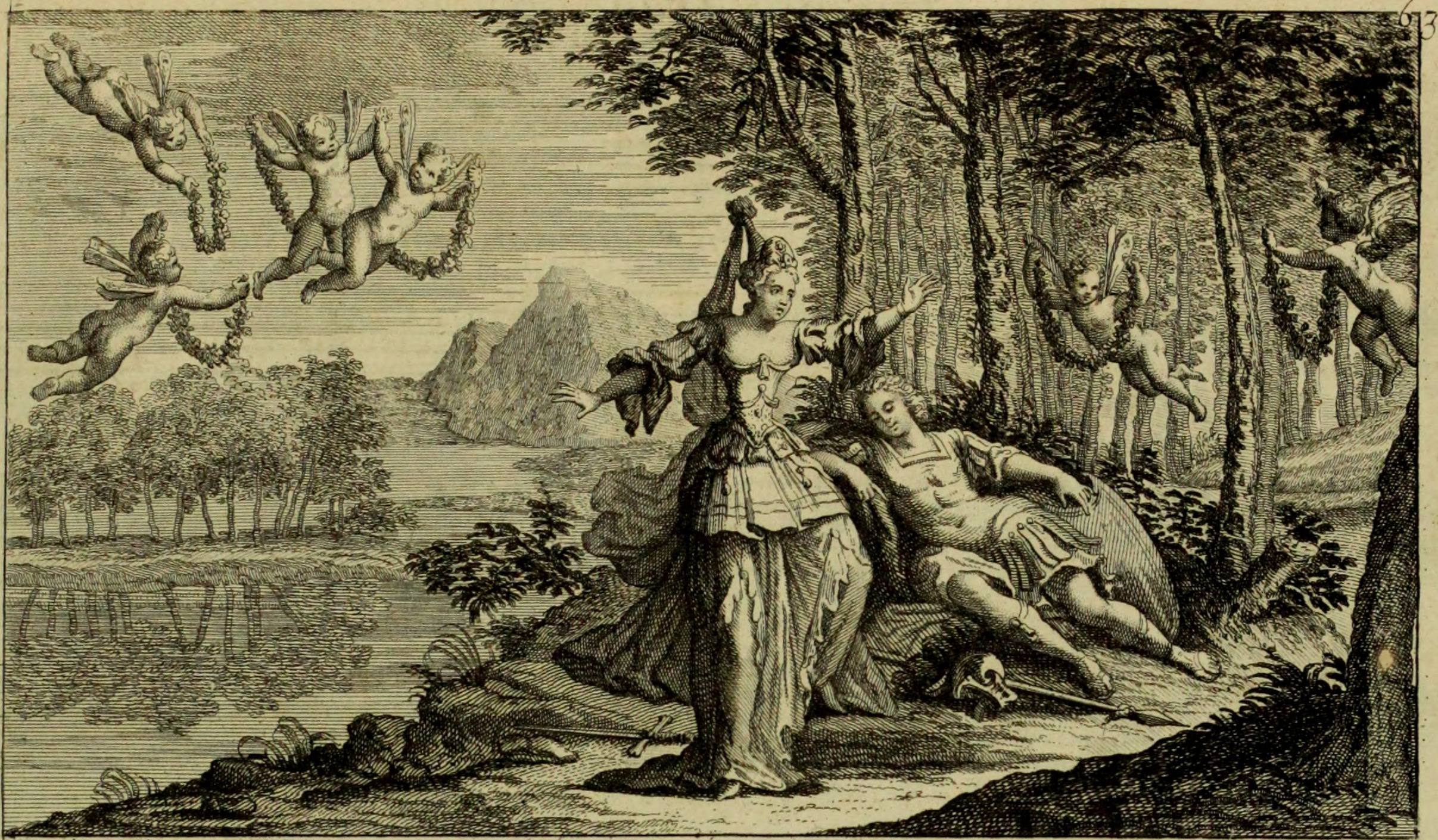
Illustration de l'acte II, gravure de 1718

Le théâtre représente une campagne où une rivière forme une île agréable.
Renaud, banni par Godefroy pour avoir tué « le fier Gernand », quitte le camp des chrétiens. Artémidore, un des chevaliers que celui-ci a libéré, le met en garde contre les enchantements d'Armide. Renaud affirme ne pas craindre « le pouvoir de ses yeux » et « mépriser le charme de l'amour ». De leur côté, Armide et Hidraot préparent un piège à Renaud. Ils invoquent, pour ce faire, des démons (« Esprits de haine et de rage »). Armide demande le privilège de frapper elle-même Renaud. Lorsque celui-ci paraît, il est charmé par le « séjour si charmant » qui l'entoure (« Plus j'observe ces lieux »). Sous l'effet de la magie, il s'endort sur le gazon. Pendant son sommeil, les créatures infernales d'Armide, sous l'aspect de naïades, nymphes, bergers et bergères, vantent les plaisirs de l'amour tandis qu'ils enchaînent le chevalier à l'aide de guirlandes de fleurs. Armide s'avance alors un dard à la main (Monologue : « Enfin, il est en ma puissance »). Prête à frapper Renaud, elle hésite, se ressaisit, mais ne peut se résoudre à tuer « ce superbe vainqueur » qu'elle admire tant. Décidée à le rendre amoureux par ses « enchantements », elle ordonne aux démons, transformés en zéphyrs, d'enlever Renaud et de les conduire tous deux « dans les plus reculés déserts ».

### Acte troisième
Le théâtre change et représente un désert.
Armide désespère : malgré elle, elle aime Renaud mais celui-ci demeure indifférent à son amour (« Ah! Si la liberté me doit être ravie »). Sidonie et Phénicie paraissent devant leur maîtresse et l'informent que ses enchantements ont eu raison de la froideur de Renaud et que celui-ci l'aime maintenant, à son tour. Pourtant Armide mesure comme son amour est différent de celui de Renaud et elle se résout à faire appel à la Haine afin de se débarrasser de cette passion honteuse (« Venez, venez, Haine implacable »). La Haine sort alors des enfers avec sa suite et entreprend, par un rituel, de briser et bruler les armes dont l'amour se sert (« Plus on connaît l'amour, et plus on le déteste »). Mais, alors qu'elle s'apprête à arracher l'amour du sein d'Armide, la magicienne se libère de son emprise déclarant « qu'il n'est pas possible de lui ôter son amour sans lui arracher le cœur ». Armide chasse la Haine et celle-ci disparaît en prédisant que l'amour causera la perte de la magicienne.

### Acte quatrième
Ubalde et le Chevalier danois, envoyés délivrer Renaud, errent dans le désert. « Ubalde porte un bouclier de diamant et tient un sceptre d'or qui lui ont été donnés par un magicien pour dissiper les enchantements d'Armide ; Le Chevalier danois porte une épée qu'il doit présenter à Renaud. Soudain, une vapeur s'élève et se répand dans le désert. Des antres et des abimes s'ouvrent et il en sort des bêtes farouches ». À l'aide des artéfacts magiques, les deux chevaliers éloignent les infernales créatures. Le désert disparaît alors et se change en « une campagne agréable, bordée d'arbres chargés de fruits et arrosée de ruisseaux ». Mais un péril encore plus redoutable attend les combattants : Lucinde, la dame des pensées du Chevalier danois apparait. Celui-ci, succombant à sa passion, reste sourd aux avertissements de son ami (« Est-ce là cette fermeté, dont vous vous êtes tant vanté? »). Ubalde touche alors Lucinde avec le sceptre d'or et ce qui n'était qu'un leurre disparait. Mais Mélisse, l'amante d'Ubalde s'avance et celui-ci s'abandonne à son tour à l'amour. Le Chevalier danois lui arrache des mains le sceptre et l'utilise pour faire disparaitre la chimère. Se ressaisissant, les deux chevaliers jurent de ne plus se détourner de leur but et de mener à bien leur mission (« Fuyons les douceurs dangereuses des illusions amoureuses »).

### Acte cinquième

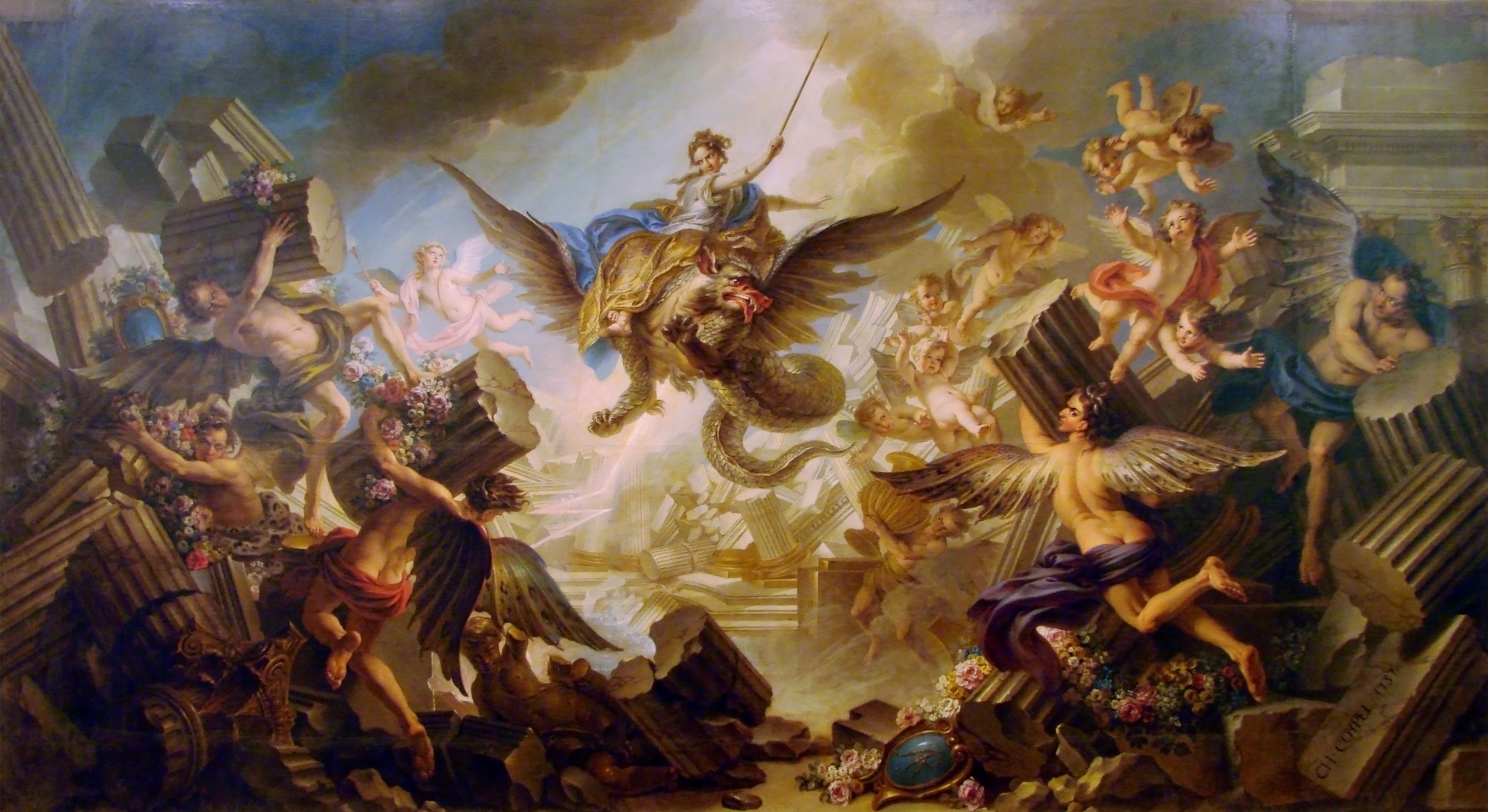
La destruction du palais d'Armide, Charles Antoine Coypel, 1737, musée des Beaux-Arts de Nancy.

Le théâtre change et représente le palais enchanté d'Armide
Renaud, sous l'effet de la magie d'Armide, brûle d'un amour passionné pour la magicienne (« Armide, vous m'allez quitter »). Celle-ci redoute pourtant la Gloire, sa rivale dans le cœur de Renaud. Après avoir échangé des promesses amoureuses avec son bien-aimé, elle décide de « consulter les enfers » et s'éloigne laissant Renaud en compagnie des Plaisirs. Un amant fortuné chante les vertus de l'amour (Passacaille : « Les Plaisirs ont choisi pour asile »), mais Renaud ne veut rien sinon le retour d'Armide (« Allez, allez, éloignez-vous de moi »). C'est alors que paraissent Ubalde et le Chevalier danois. À l'aide du bouclier de diamant, ils libèrent Renaud des enchantements d'Armide. Celui-ci, affranchi de son amour pour la magicienne s'apprête à partir lorsque Armide paraît. Celle-ci supplie Renaud de rester (« Renaud ! Ciel ! Ô mortelle peine ! »), mais malgré son désespoir, ses menaces, ses prières, Renaud s'éloigne (« Trop malheureuse Armide, hélas ! Que ton destin est déplorable »). Armide tombe et s'évanouit. Pleine de douleurs, elle se ressaisit et, maudissant Renaud (« Le perfide Renaud me fuit »), elle ordonne à ses démons de détruire son palais enchanté avant de s'enfuir sur un char volant.

## Histoire

### Contexte

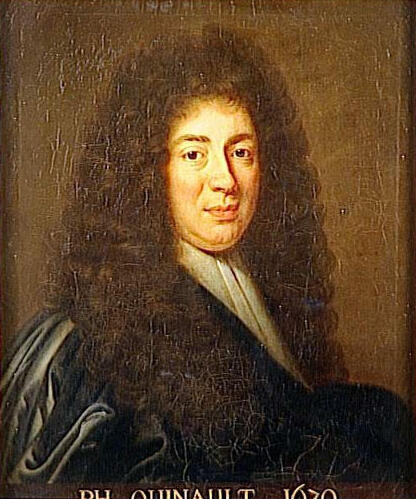
Philippe Quinault, librettiste d'Armide

À l'époque d'Armide, en 1686, Jean-Baptiste Lully et Philippe Quinault ont déjà collaboré onze fois dans le domaine de la tragédie lyrique. Bien que leur association soit quelque peu antérieure (avec des ouvrages lyriques tels que La Grotte de Versailles, églogue en musique et Le Triomphe de l'Amour, opéra-ballet en cinq actes), c'est à la tragédie lyrique — ou tragédie en musique —, genre qu'ils ont créé et porté à la perfection et où leurs arts respectifs se sont le mieux épanouis, qu'ils doivent d'être considérés comme un des plus remarquables couples librettiste-compositeur de l'histoire de l'opéra.

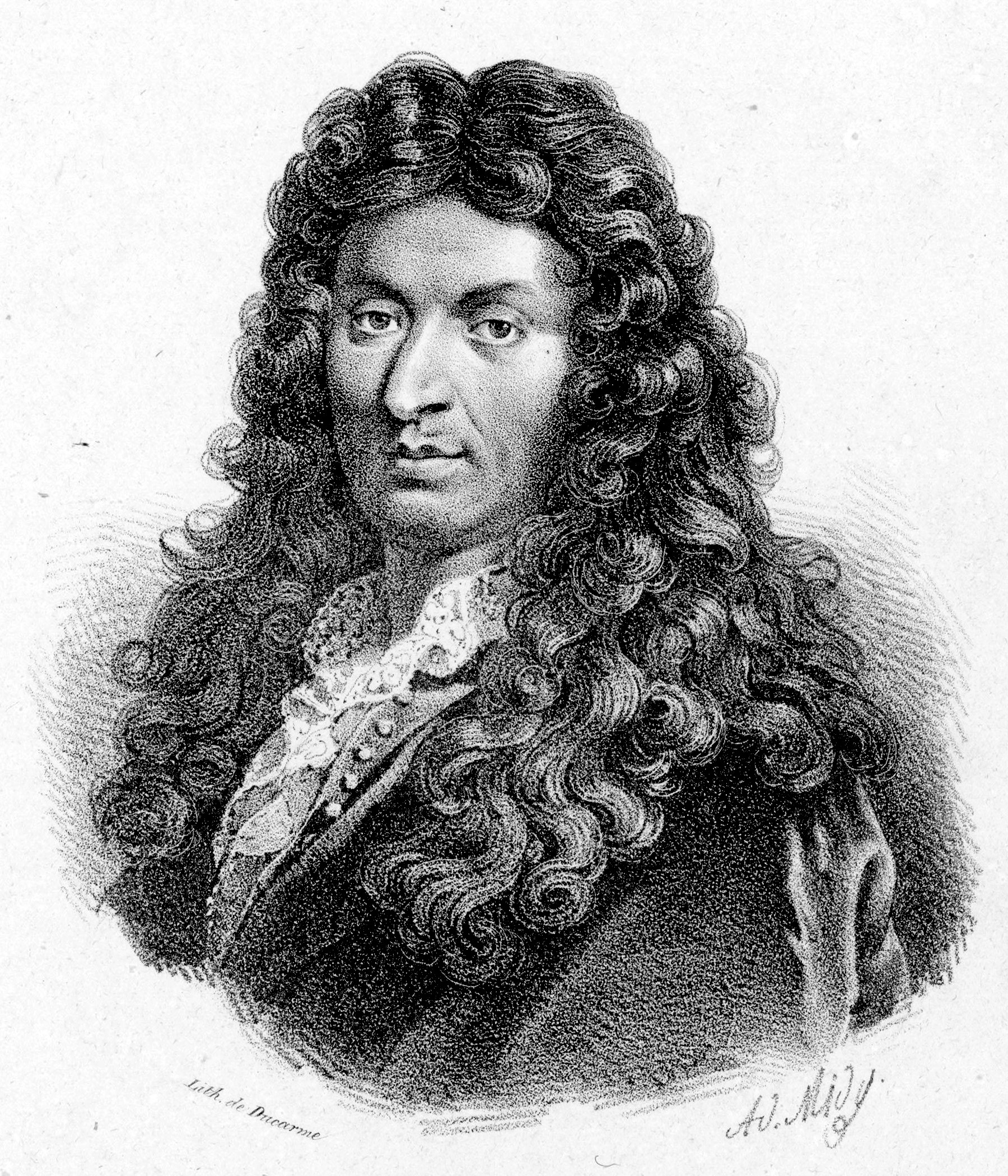
Jean-Baptiste Lully, compositeur de la musique d'Armide

Depuis 1673, date de la création de leur première tragédie lyrique, Cadmus et Hermione, Jean-Baptiste Lully et Philippe Quinault donnent un nouveau spectacle presque chaque année. Au fil de leurs ouvrages, ils affinent leur style, recentrent les intrigues, intègrent plus subtilement les divertissements à l'action et rendent les récitatifs davantage réalistes, qui tendent vers l'arioso. De manière générale, l'orchestre est de plus en plus inclus avec le chant, lui donnant une place accrue au fil des années. Le ton change également, laissant de côté l'action secondaire comique que l'on retrouve dans leurs premiers opéras. Par ailleurs, au sujet mythologique est privilégié l'épopée des grands hommes, les dieux sont remplacés par des magiciens.
Cette tragédie lyrique est d'ailleurs, après 18 années de travail commun, leur ultime collaboration. En effet, après Armide, le librettiste, préoccupé par son salut, se tourne vers la religion et le compositeur meurt de la gangrène un an plus tard, sans avoir achevé Achille et Polyxène, sa dernière tragédie lyrique, sur un livret de Jean Galbert de Campistron.

### Genèse
C'est le roi lui-même qui choisit le sujet. Le marquis de Dangeau précise dans son journal que le mercredi 16 mai 1685, « Quinault apporta au roi chez Madame De Montespan trois livres d'opéra pour cet hiver : l'un étoit Malaric, fils d'Hercule, le second Céphale et Procris, le troisième Armide et Renaud ; le roi les trouva tous trois à son gré et choisit celui d'Armide ». L'intrigue, tirée de La Jérusalem délivrée (La Gerusalemme liberata) du poète italien Le Tasse (1544-1595), est donc, à l'instar d'Amadis et de Roland, et à l'inverse des plus anciennes tragédies de Jean-Baptiste Lully, basée sur un sujet héroïque et non mythologique, signe d'une évolution dans le choix des livrets. Philippe Quinault, pour la rédaction de son livret, s'inspire ici des chants II, V, X et XIV de l'œuvre du Tasse et invente entièrement le troisième acte.

### Création
Armide est représentée pour la première fois le 15 février 1686 en présence du Grand Dauphin. Les décors sont assurés par Jean Bérain et Mlle Le Rochois, une habituée des rôles de Lully, y joue le rôle-titre. Probablement à cause de la disgrâce dans laquelle Lully est alors tombé à la cour, associé à une perte de vitesse de l'influence de l'opéra à la cour, et bien que le compositeur veuille l'y faire représenter, l'œuvre n'est pas créée à Versailles, mais à Paris, au théâtre du Palais-Royal. Pour cette même raison, le roi n'assiste donc pas à une seule représentation, ce qui affecte le compositeur ; dans la préface de la partition, celui-ci fait état de sa déception : « Mais que me sert-il, SIRE, d'avoir fait tant d'efforts pour me haster de Vous offrir ces nouveaux Concerts ? ». Quoi qu'il en soit, à en croire Lully lui-même, sa dernière tragédie lyrique remporte un immense succès. En effet, voici ce qu'il écrivit encore dans la préface de sa partition : « De toutes les Tragedies que j'ay mis en musique voicy celle dont le Public a temoigné estre le plus satisfait : C'est un spectacle où l'on court en foule, & jusqu'icy on n'en a point veu qui ait receu plus d'applaudissements… »,. Bien que l'on ne sache pas trop pourquoi, Armide reçoit — comme Atys (« l'opéra du Roi »), Isis (« l'opéra des musiciens ») et Phaëton (« l'opéra du Peuple ») — un sobriquet : l'œuvre est surnommé « l'opéra des Dames ». La partition est par la suite éditée chez Christophe Ballard en 1686.

### Au fil des reprises
Immédiatement salué comme le chef-d'œuvre de son auteur, Armide connait, en France comme à l'étranger, de nombreuses reprises au cours des XVIIe et XVIIIe siècles (notamment en 1688, 1703, 1713, 1714, 1724, 1746, 1747, 1761). L'ouvrage est même le premier opéra français à être donné en Italie, en 1690 à Rome, dans une traduction de Silvio Stampiglia[réf. nécessaire]. Jean-Laurent Le Cerf de La Viéville, contemporain de Lully et auteur de la Comparaison de la musique italienne et de la musique française paru en 1704, décrit dans cet ouvrage l'effet que produit sur ses auditeurs le monologue d'Armide (Enfin il est en ma puissance), considéré comme un des clous de la partition : « J'ai vu vingt fois tout le monde saisi de frayeur, ne soufflant pas, demeurer immobile, l'âme tout entière dans les oreilles […] puis, respirant là avec un bourdonnement de joie et d'admiration ». Preuve encore du succès de la partition, de nombreuses parodies de la pièce sont à signaler (Arlequin à la guinguette, 1711 ; trois « Armide », 1721, 1725, 1747 ; La Bohémienne, 1747)[réf. nécessaire].

### La Querelle des Bouffons
Lors de la Querelle des Bouffons qui sévit entre 1752-1754, et alors que le monde musical est divisé entre partisans de la musique italienne et défenseurs de la musique française, Armide, œuvre emblématique qui a « le suffrage des premiers maîtres d'une nation », se retrouve au cœur des débats. Dans son ouvrage intitulé Au petit prophète de Boesmischbroda, au Grand Prophète Monet de 1753, Denis Diderot défie les tenants de la musique italienne de démontrer, par une analyse critique du monologue d'Armide, l'infériorité de la musique française. Il ajoute que « l'opéra d'Armide est le chef-d'œuvre de Lulli, et le monologue d'Armide est le chef-d'œuvre de cet opéra ». Jean-Jacques Rousseau, fervent défenseur de la musique italienne, lui répond la même année dans sa célèbre Lettre sur la musique française. Il y examine, en le démontant, ce monologue « qui passe, constate-il, pour un chef-d'œuvre de déclamation, et que les maîtres donnent eux-mêmes pour le modèle le plus parfait du vrai récitatif français ». Son analyse très détaillée vise à démontrer que la musique de Lully ne colle pas au texte et qu'elle ne parvient pas à traduire les sentiments exprimés par Quinault. Il termine avec une virulente conclusion où il résume ses reproches :
Jean-Philippe Rameau, le chef de file du mouvement français, réplique en 1754, par la publication de ses Observations sur notre instinct pour la musique et sur son principe. Il s’y livre notamment à un examen du monologue d'Armide parallèle à celui de Jean-Jacques Rousseau et en présente une analyse complètement opposée, mettant en évidence l'intelligence avec laquelle Lully a su adapter sa musique aux vers du livret.

### Gluck et Armide

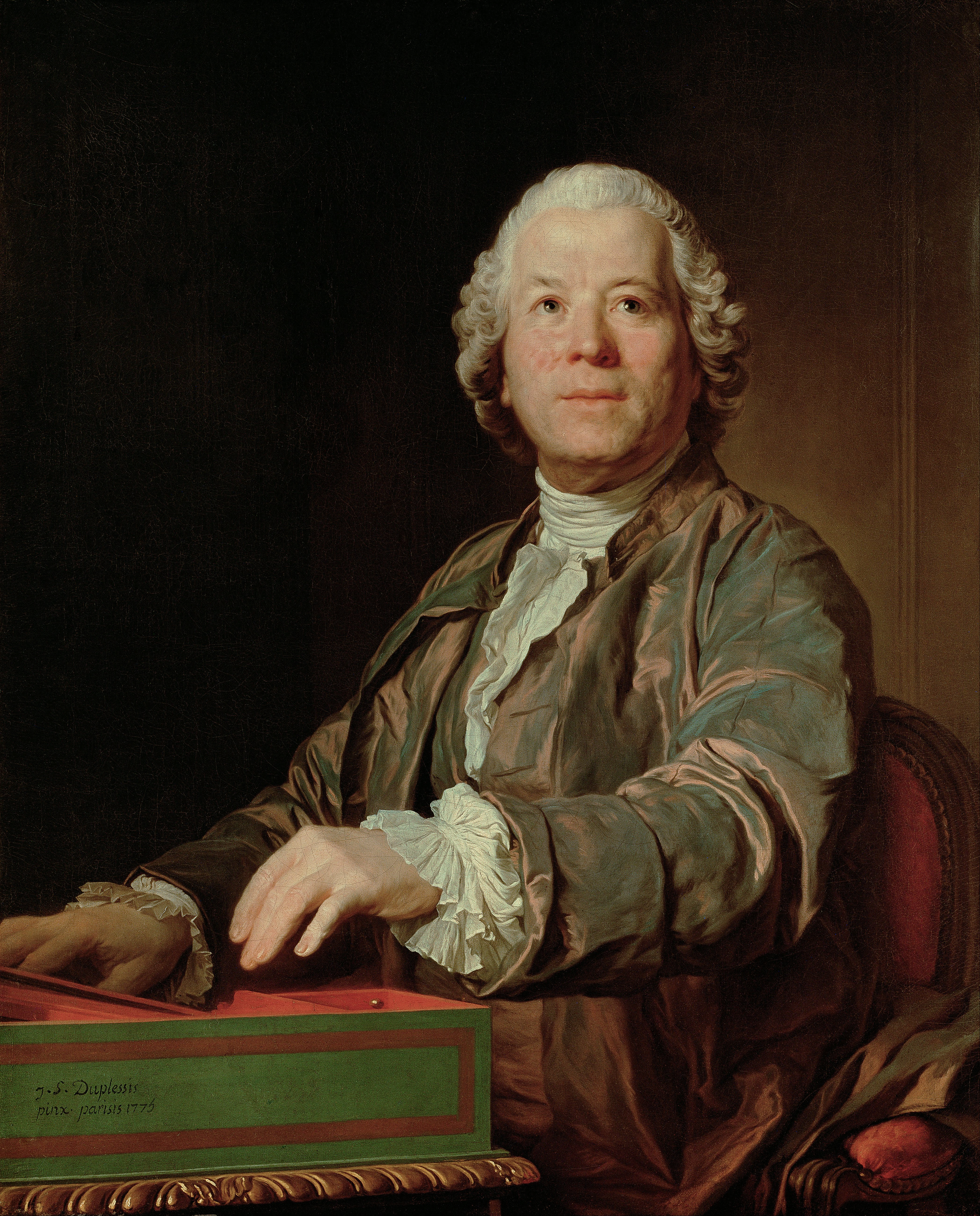
Christoph Willibald Gluck.

Plus de vingt ans après la fin de la Querelle des Bouffons, alors qu'une nouvelle polémique artistique embrase Paris avec la Querelle des Gluckistes et des Piccinnistes, le livret de Philippe Quinault connaît sa seconde utilisation : Christoph Willibald Gluck, qui entreprend à cette époque de réformer la musique française, réutilise, presque sans modifications, le livret d'Armide. Par cet opéra, créé le 23 septembre 1777, le compositeur remet en question les fondements, apparemment inviolables, de la tragédie lyrique en cinq actes. Il revitalise le genre et démontre que celui-ci est encore capable de toucher les sensibilités des spectateurs de la fin du XVIIIe siècle[réf. nécessaire]. Dans son livre 1001 opéras, Piotr Kaminski écrit que « la comparaison des deux [Armide] prodigue d'éclatants éclairages sur l'évolution du style, du langage dramatique et des modes expressifs, en somme : sur deux époques du drame musical. »
En partie éclipsé par l'ouvrage de Gluck, l'Armide de Lully connaît de moins en moins de représentations. Après la Révolution française, elle disparaît tout à fait de la scène et sombre au XIXe siècle dans un relatif oubli.

### Postérité
Bien que le monologue soit exécuté en 1832 par François-Joseph Fétis à Paris à l'occasion d'un concert historique, la redécouverte de l'œuvre réellement date de 1887 : lors du bicentenaire de la mort de Lully, des extraits sont joués sur instruments anciens par les étudiants du Conservatoire de Bruxelles. Au XXe siècle, Armide est sporadiquement repris : en 1905 à la Schola Cantorum de Paris, en 1911 à Florence, en 1918 à Monte-Carlo (première reprise scénique), en 1939 à Genève, en 1957 à Bordeaux (dans une version révisée par Henri Büsser reprise 2 ans plus tard au festival de Wiesbaden), en 1981 à Birmingham. Philippe Herreweghe dirige, en 1983, une version de concert (avec Rachel Yakar dans le rôle titre) qui donne lieu au premier enregistrement de l'œuvre. Près d'une décennie plus tard, en 1992, Armide est repris, à nouveau sous la direction du même chef d'orchestre, à l'opéra d'Anvers puis au théâtre des Champs-Élysées, dans le cadre d'un « cycle Lully »[Quoi ?]. Cette production donnera lieu au second enregistrement. La première représentation en Amérique du Nord du chef-d'œuvre de Lully se déroula en 2005 à l'Elgin Théâtre de Toronto.
Une production mise en scène par Robert Carsen est donnée en octobre 2008 au théâtre des Champs-Élysées sous la direction de William Christie avec les chœurs et l'orchestre des Arts Florissants. Stéphanie d'Oustrac y interprete Armide, tandis que Paul Agnew joue Renaud.
Après avoir donné l'Armide de Gluck en 2022, l'Opéra-Comique propose en 2024 l'Armide de Lully, sous la direction de Christophe Rousset, avec son orchestre des Talens lyriques, dans une mise en scène de Lilo Baur.

## Discographie

### «Intégrales»
Il existe quatre enregistrements « complets » de l'Armide de Lully. Deux sont dus au chef d'orchestre belge Philippe Herreweghe et à sa Chapelle Royale.
- Le premier enregistrement, publié par Erato, date de 1983 et a réédité en 2023 en version numérique. Il était amputé de tout le IVe acte. Herreweghe affirma lui-même que ce fut sans doute son plus mauvais disque[21].

- Le second, fut enregistré en 1992 et publié chez Harmonia Mundi en 1993. La distribution réunit des chanteurs réputés dans l'interprétation de la musique baroque française, la plupart d'entre eux ayant contribué au succès d'Atys quelques années plus tôt.

- Une troisième « intégrale » est parue en 2008 chez Naxos. Il s'agit d'un « live » enregistré lors de représentations à l'Opéra Lafayette en 2007. L'orchestre y est dirigé par Ryan Brown. L'opéra est néanmoins amputé de tout son prologue.

- Une quatrième intégrale est parue en 2017 chez Aparté. Christophe Rousset poursuit avec son ensemble Les Talens Lyriques son enregistrement de l'intégrale des tragédies de Lully par une Armide saluée par la critique[22].

### Extraits
De très nombreux extraits ont été enregistrés. Citons notamment :
- Jean-François Paillard enregistra en 1972 avec son orchestre, l'ouverture, le duo d'Armide et d'Hidraot (acte II, scène 2), le sommeil de Renaud (acte II, scène 3), le monologue d'Armide (acte II, scène 5) et la passacaille (acte V, scène 2). Le CD est paru chez Érato. Nadine Sautereau tenait le rôle d'Armide, André Mallabrera celui de Renaud et Roger Soyer celui de la Haine).
- Skip Sempé a enregistré avec le Capriccio Stravagante, le monologue d'Armide (rôle tenu par Guillemette Laurens) et la passacaille pour un CD consacré aux divertissements de Lully (Harmonia Mundi).
- William Christie a enregistré avec Les Arts Florissants, le monologue d'Armide, le duo « Armide, vous m'allez quitter » et la passacaille dans le cadre d'un CD intitulé Les Divertissements de Versailles (Érato). Rinat Shaham chantait Armide.
- Patricia Petibon a enregistré les deux monologues d'Armide (« Enfin, il est en ma puissance » et « Le perfide Renaud me fuit ») pour son CD d'Airs baroques français. Elle était accompagnée par  Patrick Cohen-Akenine et ses Folies françoises.
- Véronique Gens a publié, avec  Christophe Rousset et ses Talens Lyriques, un disque consacré aux grandes tragédiennes de l'opéra français. On retrouvera sur ce disque l'ouverture, le monologue d'Armide, l'air « Venez, venez, Haine implacable ! » et la passacaille.